# Сепыч (Пермский край)
Се́пыч — село в Верещагинском районе Пермского края, центр Сепычевского сельского поселения. Расположено село в восточной части Верхнекамской возвышенности в верховьях реки Сепыч, в 46 км от города Верещагино. Население составляет около 1500 человек, занятых преимущественно сельским хозяйством.
Более 100 лет прожил житель села Степан Семёнович Никулин.

## История
Известно с 1782 г. как деревня Сепычевская — центр «Сепычевских деревень» (в ней тогда жили исключительно одни дворовые люди помещиков Строгановых). Село с 1830-х гг. Название принято от одноименной реки и предположительно происходит от удмуртского «Сеп'+ыч», что переводится как «угол+источник». В селе действительно имеется овраг с большим количеством родников. Сепыч был основан старообрядцами, которые до настоящего времени составляют абсолютное большинство его населения.
Постепенно Сепыч становится центром Сепычевской волости Оханского уезда, а также духовным центром старообрядческого региона Верхокамья. К началу 20 века Сепыч крупное ремесленное и торговое село, проводились ярмарки.
В 1918 г. здесь произошло крупное антибольшевистское восстание (См. Сепычевское восстание).

## Население
| 2010 | 2021  |
| ---- | ----- |
| 1264 | ↘1205 |